# Marae de Ahura'i
Le Marae de Ahura'i ("mur du ciel") est un marae situé sur les hauteurs de Saint-Hilaire dans la commune Faaa, sur l'ile de Tahiti.